# Юзефув-Старий (Томашовський повіт)
Юзефув-Старий (пол. Józefów Stary) — село в Польщі, у гміні Будзішевиці Томашовського повіту Лодзинського воєводства.
Населення — 60 осіб (2011).
У 1975-1998 роках село належало до Пйотрковського воєводства.

## Демографія
Демографічна структура станом на 31 березня 2011 року:
|          | Загалом | Допрацездатний вік | Працездатний вік | Постпрацездатний вік |
| -------- | ------- | ------------------ | ---------------- | -------------------- |
| Чоловіки | 32      | 8                  | 22               | 2                    |
| Жінки    | 28      | 5                  | 16               | 7                    |
| Разом    | 60      | 13                 | 38               | 9                    |